# دیل دوگلاس
دیل دوگلاس (انگلیسی: Dale Douglass؛ زادهٔ ۵ مارس ۱۹۳۶) یک گلف‌باز است.